# آرثر فوستر (لاعب كرة قدم)
آرثر فوستر (بالإنجليزية: Arthur Foster)‏ (12 نوفمبر 1894 في المملكة المتحدة - 9 يناير 1954 في المملكة المتحدة) هو لاعب كريكت ولاعب كرة قدم بريطاني (وحمل سابقاً جنسية المملكة المتحدة لبريطانيا العظمى وأيرلندا) في مركز الهجوم. لعب مع برمنغهام سيتي وCorinthian F.C. ‏ ونادي وارويكشاير للكريكيت ‏ وCasuals F.C. ‏ وCambridge University A.F.C. ‏.